# ГЕС Піва
ГЕС Піва — гідроелектростанція на півночі Чорногорії, станом на середину 2010-х років перша за потужністю в країні та друга за обсягами середньорічного виробництва після ГЕС Перучица.
Під час спорудження станції річку Піва (західний виток Дрини, яка через Саву належить до басейну Дунаю) перекрили арковою бетонною греблею висотою 220 метрів, довжиною 269 метрів та шириною від 4,5 до 36 метрів. Вона утворила водосховище з об'ємом 880 млн м3 (корисний об'єм 790 млн м3), в якому можливе коливання води між позначками 595 і 675 метрів над рівнем моря.
Машинний зал станції обладнано трьома гідроагрегатами з турбінами типу Френсіс та генераторами потужністю по 120 МВА. При напорі, який коливається від 100 до 182 метрів, це забезпечує середньорічне виробництво на рівні до 800 млн кВт·год (у рекордному 2010 році — 1286 млн кВт·год).
Видача продукції відбувається по ЛЕП 220 кВ до енергосистеми Сербії згідно з угодою про взаємні поставки електроенергії.